# Малий Врх (Брежице)
Малий Врх (словен. Mali Vrh) — поселення в общині Брежиці, Споднєпосавський регіон, Словенія. Висота над рівнем моря: 201,2 м.